# Julie Chalmette
Julie Chalmette est la directrice générale de Bethesda France jusqu'en 2024, avant de rejoindre Don't Nod Entertainment en tant que directrice générale adjointe. Elle est également présidente du Syndicat des éditeurs de logiciels de loisirs (SELL). Elle y a été élue à l'unanimité le 1er décembre 2016 pour un mandat de deux ans et a été reconduite en 2018.

## Biographie

### Carrière
Elle commence sa carrière au sein des départements multimédia d'éditeurs papier.
Elle rejoint ensuite Vivendi Games et prend la direction de Vivendi Games France en 2004.
En 2010, elle rejoint l'éditeur de jeu vidéo Bethesda Softworks pour établir sa filiale française. Elle occupe le poste de directrice générale de Bethesda France.
Elle a co-fondé avec Audrey Leprince, en 2017, l'association Women in Games dont elle est vice-présidente jusque 2021. Cette association a pour but de promouvoir la mixité dans l’industrie du jeu vidéo français et d'encourager plus de femmes à rejoindre l’industrie du jeu vidéo en France, par la formation, la sensibilisation, l’éducation et l'entraide.

## Distinction
Elle a été décorée de l'insigne de Chevalier dans l’ordre des Arts et des Lettres le 29 octobre 2019 par Franck Riester à la Paris Games Week.